# Хадсон Бенд (Тексас)
Хадсон Бенд (енгл. Hudson Bend) насељено је место без административног статуса у америчкој савезној држави Тексас.

## Демографија
По попису из 2010. године број становника је 2.981, што је 612 (25,8%) становника више него 2000. године.
| Група             | 2000.         | 2010.         |
| Белци             | 2.153 (90,9%) | 2.386 (80,0%) |
| Афроамериканци    | 3 (0,1%)      | 21 (0,7%)     |
| Азијати           | 12 (0,5%)     | 88 (3,0%)     |
| Хиспаноамериканци | 160 (6,8%)    | 407 (13,7%)   |
| Укупно            | 2.369         | 2.981         |